# Neogobius melanostomus
Neogobius melanostomus es una especie de peces de la familia de los Gobiidae en el orden de los Perciformes.

## Distribución geográfica
Se encuentra en el Azerbaiyán, Bulgaria, Georgia, Irán, Kazajistán, Moldavia, Rumanía, Rusia, Turquía, Turkmenistán y Ucrania.

## Observaciones
Es inofensivo para los humanos.

En  el  Neogobius  melanostomas,  el  primer  signo  de botulismo  fue  una  tenue  banda  negra  detrás  de  las  aletas pectorales,  que  se  oscurecía  y  avanzaba  hacia  la  cola  hasta que  toda  la  parte  posterior  del  pez  quedaba  oscurecida